# Eparchie kostomukšská
Eparchie Kostomukša je eparchie ruské pravoslavné církve nacházející se v Rusku.

## Území a titul biskupa
Zahrnuje správní hranice území městského okruhu Kostomukša, a také Belomorského, Kalevalského, Kemského, Louchského, Mujezerského a Segežského rajónu Karelské republiky.
Eparchiálnímu biskupovi náleží titul biskup kostomukšský a kemský.

## Historie
Do konce roku 1984 se na území eparchie nenacházel žádný pravoslavný chrám.
Eparchie byla zřízena rozhodnutím Svatého synodu dne 29. května 2013 oddělením území z petrozavodské eparchie. Obě eparchie se staly součástí nově vzniklé karelské metropole.
Prvním eparchiálním biskupem se stal igumen Ignatij (Tarasov), duchovní krasnoslobodské eparchie.

## Seznam biskupů
- 2013–2020 Ignatij (Tarasov)
- 2020–2020 Konstantin (Gorjanov), dočasný administrátor
- od 2020 Boris (Baranov)